# Sanajeh
Sanajeh (il cui nome significa "antica gape" in Sanscrito) è un genere estinto di serpente madtsoiidae vissuto nel Cretaceo superiore, circa 68 milioni di anni fa, in India. Il fossile di questo grosso serpente è stato ritrovato all'interno della rocce della Formazione Lameta. Al momento della morte l'animale era avvolto in un nido di dinosauro, accanto a delle uova e alcuni cuccioli di sauropode appena nati, lunghi appena 50 centimetri. Ciò suggerisce che le dimensioni di questo serpente gli consentissero di cacciare prede delle dimensioni di un piccolo sauropode e delle sue uova.

## Descrizione

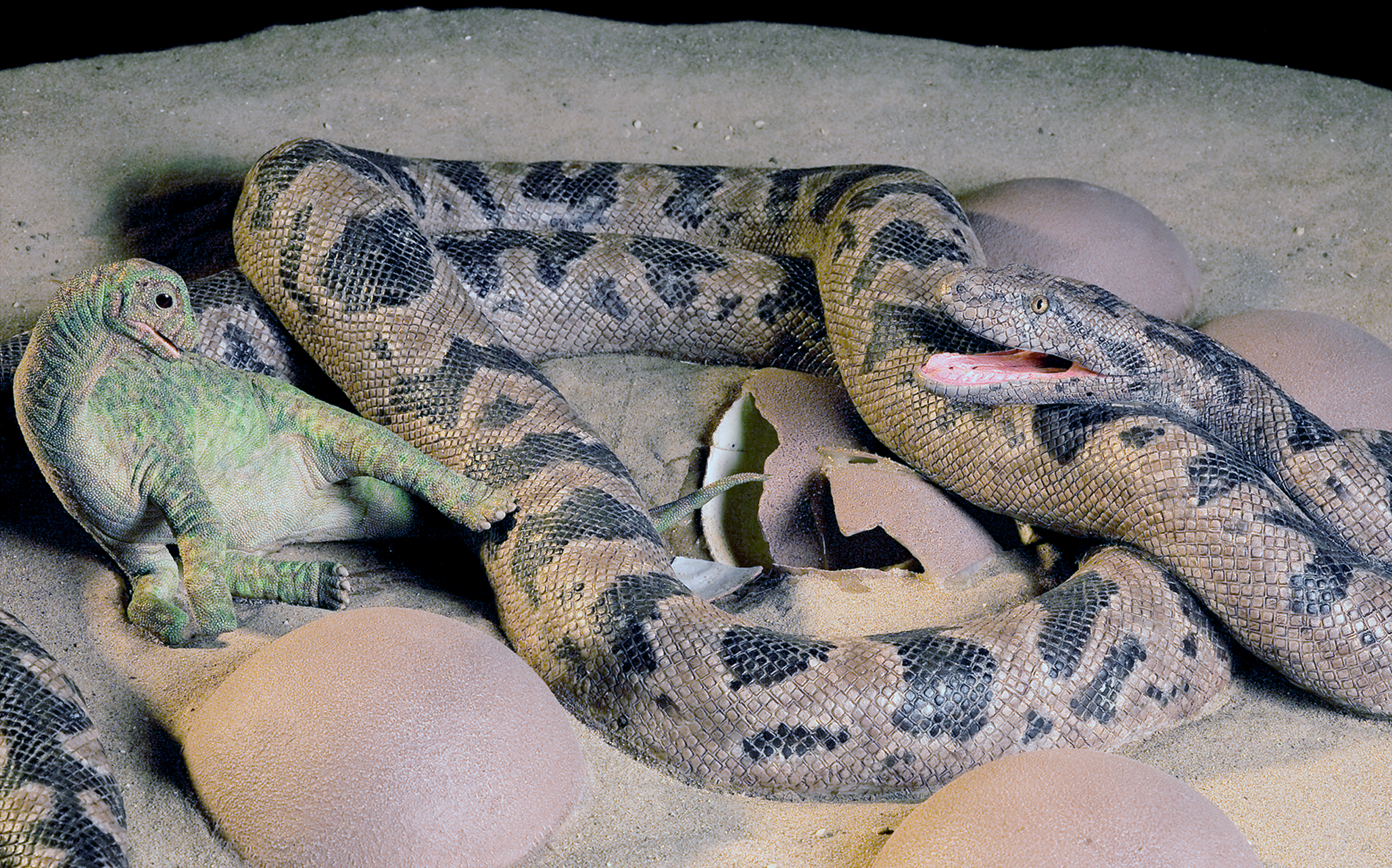
Ricostruzione museale di un S. indicus mentre attacca il nido di titanosauridi

Il Sanajeh era un serpente relativamente lungo, potendo raggiungere una lunghezza di circa 3,5 metri, sulla base della lunghezza del cranio, che è di 95 mm. Sul lato del cranio c'è un'apertura detta "cavità juxtastapediale", di forma tipicamente rettangolare. La rientranza juxtastapediale conteneva i nervi cranici associati con l'orecchio, mentre un'altra apertura si trova di fronte al vano, il forame trigemino, ospitando i nervi cranici associati alle ganasce. La mandibola del Sanajeh si trovava sul lato del margine posteriore della scatola cranica, caratteristica peculiare dei serpenti primitivi. Una cresta sagittale corre lungo la superficie ventrale della scatola cranica e serviva come un allegato per i muscoli pterigoidei, che muovevano le ossa dentate del palato.
Le articolazioni tra le vertebre sono ben sviluppate in Sanajeh in modo molto simile ad altri madtsoiidi, come Najash. Le spine neurali sono sottili e angolate posteriormente. In Sanajeh, i sinapophisi, o articolazioni delle costole, si estendono verso l'esterno oltre i margini del processo articolare. Questa è una caratteristica di tutti madtsoiidi.
L'olotipo, GSI/GC/2901-2906, dell'animale è costituito da un cranio quasi completo, una mandibola e 72 vertebre e alcune costole conservato in cinque sezioni articolate. Il fossile proviene dalle rocce della Formazione Lameta, in India. Tale formazione risale al Maastrichtiano, e si trova vicino al villaggio di Dholi Dungri, nel Gujarat.

## Classificazione
Il Sanajeh appartiene alla famiglia dei madtsoiidae, una famiglia di serpenti estinti che comprende, anche, forme di dimensioni eccezionali, come gli australiani Wonambi e Yurlunggur del Pleistocene, e l'africano Gigantophis dell'Eocene.

## Paleobiologia

### Alimentazione

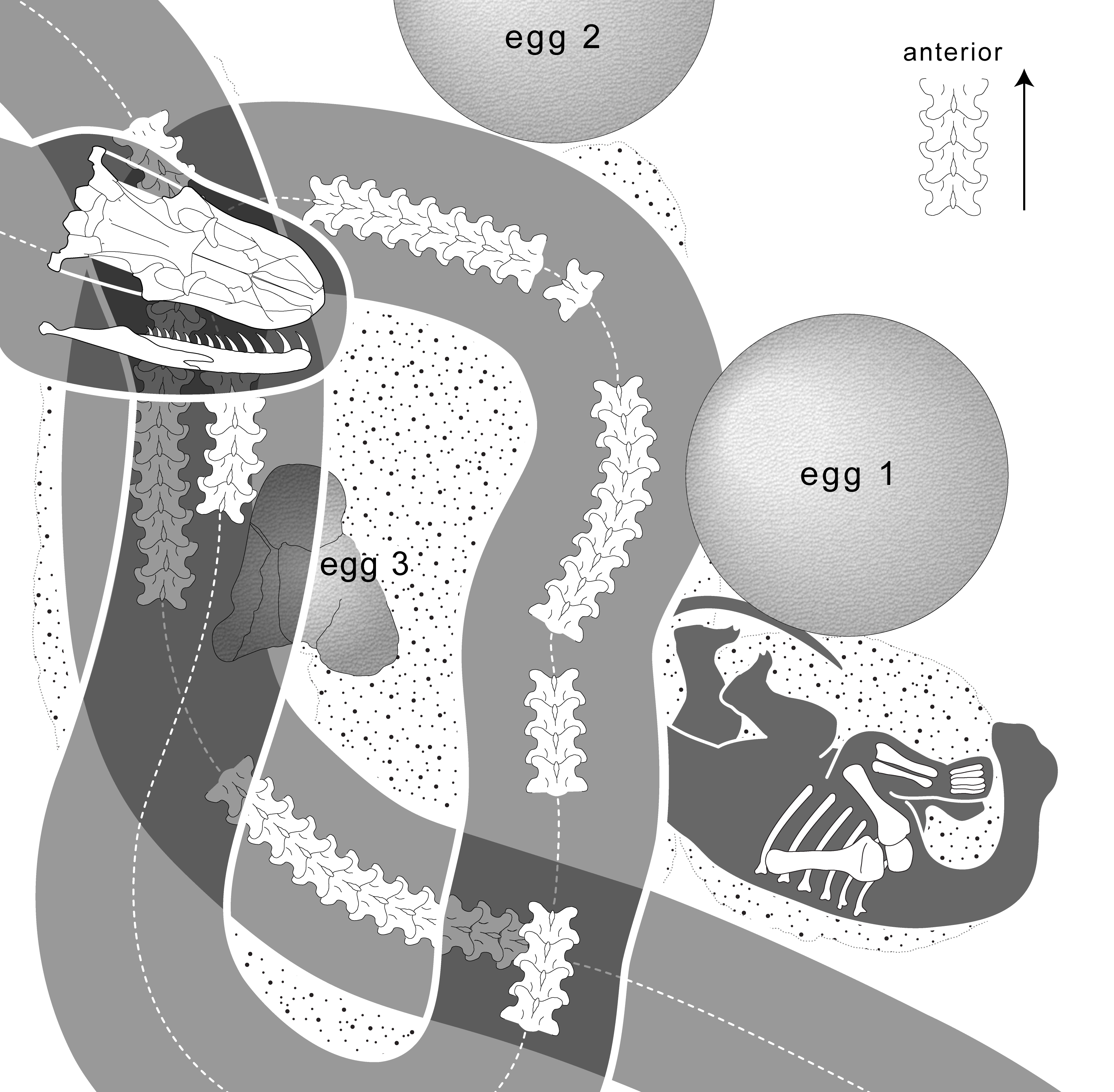
Diagramma del fossile

Come molti serpenti primitivi, il Sanajeh non aveva le fauci dei moderni boa, pitoni e caenophidi, pertanto l'animale non poteva mangiare prede più grandi della grandezza della sua bocca. Alcuni serpenti moderni hanno fauci strette come il Sanajeh tra cui gli uropeltidi, Anomochilus, Cylindrophis e Anilius, e infatti questi serpenti si nutrono di prede piccole come formiche, larve di termiti, anellidi, amphisbaeni e caecili. Il corto e largo osso sovratemporale indica che le fauci del Sanajeh erano piuttosto strette, molto simile a quello presenti nei generi odierni come Xenopeltis. Tuttavia, la presenza di forti muscoli protractor pterygoidei, desunti dalla cresta sagittale del Sanajeh indicano che l'animale era in grado di manipolare la sua preda all'interno delle fauci, come i moderni macrostomata. Il giunto intramandibolare era n grado di flettersi notevolmente consentendo all'animale di consumare prede ben più grandi della sua bocca. La presenza di tutte queste caratteristiche combinate in Sanajeh mostra un aumento del kinesis orale (il movimento della bocca) e della mobilità intraorale (la possibilità di spostare le ossa del palato), che si evolverà maggiormente nei serpenti più evoluti. Pertanto, la ridotta kinesis cranica nei serpenti primitivi risulta essere un adattamento alla vita fossora, piuttosto che al mantenimento di un tratto plesiomorfico.

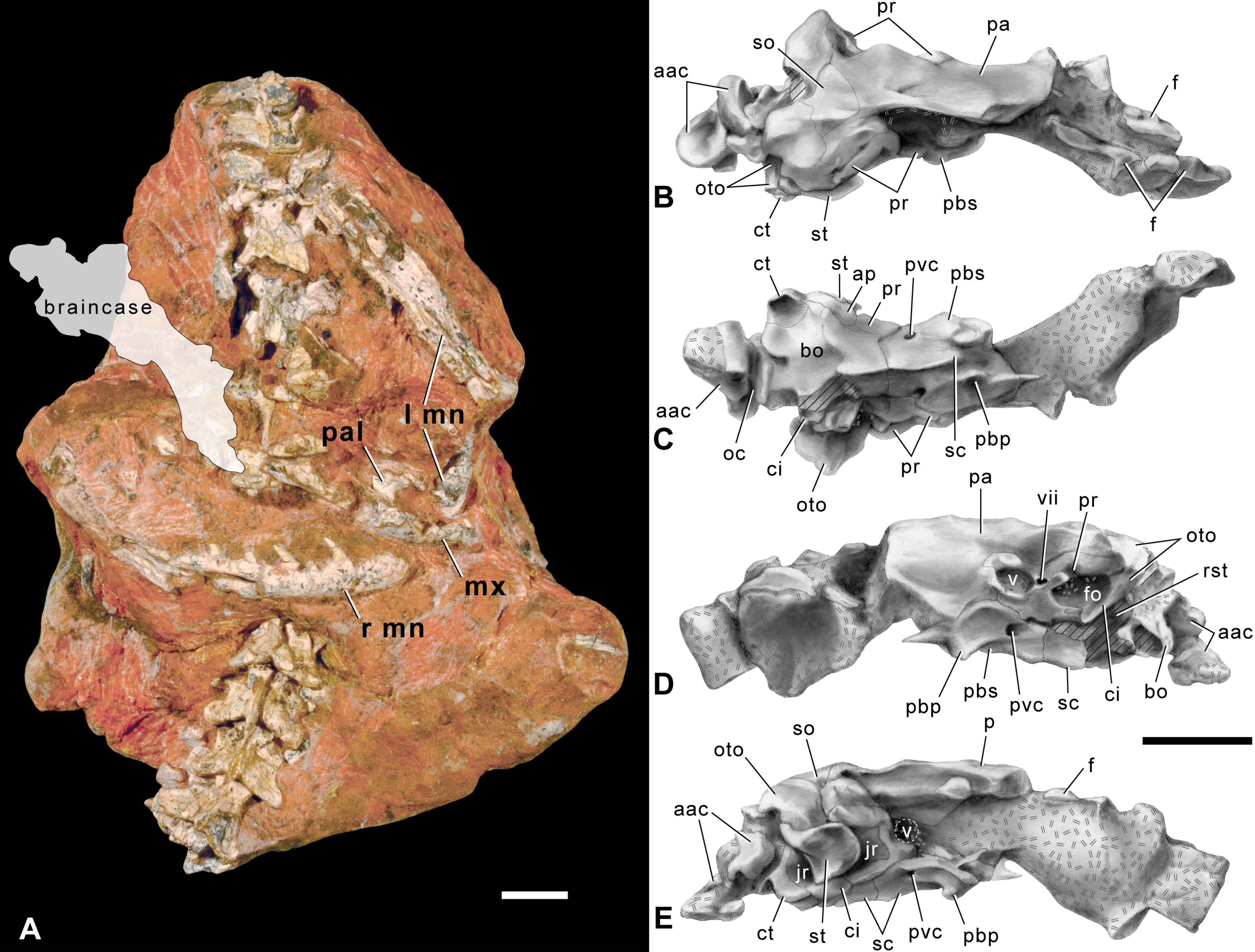
Fossile olotipico, in risalto il cranio del Sanajeh

L'olotipo del Sanajeh è stato trovato in associazione con le uova di un sauropode appartenente al oospecie Megaloolithus dhoridungriensis e ai resti incompleti di un esemplare appena nato della medesima specie. Il serpente era avvolto intorno ad un uovo schiacciato, quindi il piccolo sauropode potrebbe essere nato dal medesimo uovo. Le uova stavano all'interno di un nido in cui sono state ritrovate anche fibre vegetali e sedimenti di vegetazione, segno che i sauropodi coprivano le loro uova con materiali vegetali per mantenerli al caldo. Le uova rigide erano probabilmente troppo grandi perché il Sanajeh le potesse consumare, ma il serpente avrebbero potuto rompere il guscio dell'uovo e consumarne l'interno, in modo simile al'odierno Loxocemus. Probabilmente, le abitudini alimentari del Sanajeh erano quelle di un "saccheggiatore di nidi", e non è escluso che il serpente si cibasse di uova e cuccioli anche di dinosauri teropodi e di piccoli rettili, molto comuni all'interno della Formazione Lameta.
Si pensa che il tasso di crescita accelerato e il numero considerevole di cuccioli, abbia permesso a dinosauri sauropodi come i titanosauri Isisaurus e Jainosaurus di superare le perdite dovute alla predazione da parte di serpenti come il Sanajeh e altri predatori del loro habitat. Difatti una volta cresciuti, le dimensioni di un titanosauro adulto, (che si aggiravano intorno ai 20-25 metri (66-82 piedi) di lunghezza) bastavano a proteggerlo dagli attacchi dei predatori.

## Nella cultura di massa
- Il Sanajeh appare per la prima ed unica volta nella serie animata Il Treno dei Dinosauri, precisamente nell'episodio, Shiny e i serpenti, dove i dinosauri protagonisti incontreranno un esemplare femmina di nome Sana, che farà amicizia con la protagonista Shiny, in origine terrorizzata dai serpenti, ma che con lei supererà la sua paura.[5]